# مقاطعة ناي (نيفادا)
مقاطعة ني (بالإنجليزية: Nye County)‏ هي إحدى مقاطعات ولاية نيفادا في الولايات المتحدة الأمريكية.